# 3-Way (The Golden Rule)
«3-Way (The Golden Rule)» —en español: «Trio (La regla de oro)»— es una canción del grupo de comedia estadounidense The Lonely Island, interpretada con Justin Timberlake y la cantante de pop Lady Gaga. La canción junto al video se presentaron por primera vez en Saturday Night Live como SNL Digital Short el 21 de mayo de 2011. Andy Samberg y Timberlake repiten sus papeles como un dúo haciendo una imitación del R&B de los 90 (visto anteriormente en canciones como «Dick in a Box»  y «Motherlover»), formando un trío con una chica (Gaga). La canción fue escrita por The Lonely Island (Samberg, Akiva Schaffer y Jorma Taccone) y Timberlake con un ritmo previsto por The Futuristics con Ryan & Smitty y Asa. Samberg y Timberlake grabaron la canción completa el viernes por la mañana (20 de mayo) y grabaron el video musical el mismo día.
La pista fue recibido con buenas críticas tras su lanzamiento, con comentarios de los medios como uno de los aspectos más destacados del episodio. «3-Way (The Golden Rule)» fue lanzado como sencillo a través de iTunes el 22 de mayo de 2011.

## Antecedentes
En medio del anuncio de que Justin Timberlake sería una vez más el anfitrión del episodio de Saturday Night Live para el 21 de mayo de 2011, muchos comentaristas de los medios especulaban que no habría una repetición de los dos personajes que él y Samberg había hecho en los últimos cortos de SNL Digital (« Dick in a Box» y «Motherlover»). La especulación sólo aumentó cuando TMZ publicó las fotos de Samberg y Timberlake en el rodaje del video musical, vistiendo los mismos trajes usados en «Dick in a Box». «3-Way» fue escrita el 19 de mayo, mientras que la canción y el vídeo fueron grabados el 20 de mayo de 2011. El ritmo de «3-Way» es de The Futuristics con Ryan & Smitty y Asa. El video fue dirigido por Akiva Schaffer y Jorma Taccone.
La premisa de la canción sigue el dúo de pop de la década de 1990 (Samberg y Timberlake) en un trío con Gaga. En lugar de luchar por la misma chica, deciden irse juntos. En un momento en la canción, el dúo encuentra que «la forma de impresionar a una chica» es el uso de la «polla helicóptero». La canción cuenta con una referencia a la comedia de situación de Three's Company. En el video, Susan Sarandon y Patricia Clarkson repiten sus papeles como madres de la canción anterior.
Gaga relacionó el nerviosismo de Samberg y Timberlake pidiéndole hacer la canción en una entrevista el 23 de mayo.

## Recepción

### Comentarios de la crítica
«3-Way (The Golden Rule)» se estrenó en Saturday Night Live como SNL Digital Short el 21 de mayo de 2011. La canción y el video durante la emisión recibieron críticas positivas de la mayoría de los comentaristas. Por su parte, Nick Carbone de Time escribió que el corto fue «divertido [...] está en camino de convertirse en una querida parte de la serie Samberg/Timberlake,» así como para señalar que «Gaga es una señora con talento natural e interpretativo en el vídeo» Aaron Couch de The Hollywood Reporter cree que la canción puede haber coronado «Dick in a Box». The Wall Street Journal llamó a «3-Way» como «uno de los más divertidos ritmos de la serie.» Ken Tucker de Entertainment Weekly la denominó como la «vieja escuela del rap» con detalles «impecables como siempre».

### Censura
Durante el corto de televisión original el 21 de mayo de 2011, NBC censuró la palabra «polla» en la frase «helicóptero polla» . La versión subido a Hulu poco después del episodio de estreno es la versión censurada de la canción. Aunque la mayoría de los sencillos de The Lonely Island son subidos sin cortar a su canal oficial de YouTube. El sencillo lanzado a través de iTunes el 24 de mayo, contiene el audio de la versión sin censura.

## Versiones y remixes
Descarga digital
| N.º | Título                                                        | Escritor(es)                                                   | Duración |  |
| 1.  | «3-Way (The Golden Rule)» (con Justin Timberlake y Lady Gaga) | Andy Samberg, Akiva Schaffer, Jorma Taccone, Justin Timberlake | 2:51     |  |

## Rankings musicales de canciones

### Semanales
| Estados Unidos | US Bubbling Under Hot 100 Singles | 3 |